# Bogdan Chorążuk
Bogdan Chorążuk (ur. 30 października 1934 w Kostopolu) – polski poeta, malarz, grafik i autor tekstów piosenek.

## Życiorys
Bogdan Chorążuk urodził się na Wołyniu jako syn rzemieślnika Włodzimierza i Rozalii z Lewandowskich. W 1954 roku ukończył Państwowe Liceum Felczerskie w Siemianowicach Śląskich i podjął pracę jako felczer w Województwie olsztyńskim. W latach 1959–1962 był właścicielem niewielkiej fabryki ceramiki w Kwidzynie. W 1966 roku ukończył jako ekstern Liceum Ogólnokształcące w Olsztynie, studiując jednocześnie (od 1965) na Wydziale Filozoficznym Uniwersytetu Wrocławskiego. Studia kontynuował na Uniwersytecie Warszawskim uzyskując w 1969 r. tytuł zawodowy magistra filozofii. W 1967 r. został członkiem ZLP. Od 1972 roku współpracował z miesięcznikiem „Poezja”. W roku 1974 został dyrektorem i kierownikiem artystycznym Państwowego Przedsiębiorstwa Imprez Artystycznych w Rzeszowie. Pełnił też funkcję sekretarza Rzeszowskiego Oddziału ZLP. Od roku 1990 prowadzi własne wydawnictwo Wadium w Warszawie.
Debiutował w 1962 roku w Tygodniku Morskim oraz w gdańskiej rozgłośni Polskiego Radia. Pierwszy tomik poezji wydał w 1965 roku. Autor książek poetyckich, sztuk teatralnych, opowieści dla dzieci, oraz tekstów wielu piosenek (od 1971), które stały się przebojami, np. „Zegarmistrza światła”. W latach siedemdziesiątych zaczął uprawiać malarstwo. Jego obrazy wystawiane są w galeriach w Polsce i za granicą.
Uczestnik międzynarodowej akcji charytatywnej „Polscy Artyści Plastycy – Dzieciom”, z której dochód przeznaczony jest na budowę Europejskiego Centrum Przyjaźni Dziecięcej w Świdnicy.
Piosenki z jego tekstami usłyszeć można m.in. w wykonaniu takich artystów, jak: Alibabki, Andrzej i Eliza, Jadwiga Drenkowska, Krystyna Falewicz, Gawęda, Jerzy Gronowski, Homo Homini, Anna Jantar, Bożydara Kapica, zespołu Kram, Zyta Kulczycka, Bernard Ładysz, Andrzej Stockinger, Zbigniew Wodecki, Piotr Woźniak, Tadeusz Woźniak, Stefan Zach.

## Twórczość literacka

### Poezja
- Dwulwice (1965)
- Dziennik Inwigilacyjny (1965)
- Pamięć (1966)
- Sprostacz naszym czasom (1967)
- Koncentracje (1968)
- Zegarmistrz światła (1973)

### Proza
- Opowiadania (1988)
- Głowacze (1988)

### Sztuki teatralne
- Didaskalia (Ateneum 1972)
- Motyle są wolne

### Widowiska muzyczne
- Lato Muminków (muz. T. Woźniak)
- Stary dom

### Piosenki
- „A bodaj to” (muzyka Tadeusz Woźniak)
- „Czarny czar” (muzyka H. Wojciechowski)
- „Kocham to” (1990 w „Rozmowy o miłości”)
- „Lunatyczne sny” (jw.)
- „Od początku” (jw.)
- „Odcień ciszy” (muzyka Tadeusz Woźniak i Henryk Wojciechowski)
- „Pewnego dnia o świcie” (muzyka i wyk: Tadeusz Woźniak)
- „Pośrodku świata” (2000 z serialu „Plebania”)
- „Senna kołysanka” (muzyka Tadeusz Woźniak, wyk. Krystyna Prońko)
- „Smak i zapach pomarańczy” (muzyka i wyk: Tadeusz Woźniak)
- „Tren o róży”
- „U pradziadka z patefonu”
- „Zegarmistrz światła” (muzyka i wyk. Tadeusz Woźniak)
- „Złoty ekspres”

## Nagrody
- 1972 – Grand Prix na KFPP w Opolu za piosenkę Zegarmistrz światła

## Odznaczenia
- Brązowy Medal „Zasłużony Kulturze Gloria Artis” – literatura (2018)[2].

## Twórczość malarska
„Malowanie jest swojego rodzaju medytacją. Poza tym uwielbiam ciapać się w farbie. Moje obrazy krążą po sieci, można je obejrzeć w wielu wirtualnych galeriach. Dlaczego namalowałem swoje obrazy? A kto miałby je namalować, jak nie ja? (Cytat z „Lapidariów”).”